# Hackelia rattanii
Hackelia rattanii là loài thực vật có hoa trong họ Mồ hôi. Loài này được (Brand) Brand mô tả khoa học đầu tiên năm 1931.